# John Baston
Pour les articles homonymes, voir Baston.
Œuvres principales
- 6 concertos en 6 parties pour violons et flûtes (1729)

John Baston (né vers 1685, mort vers 1740) est un compositeur anglais et un flûtiste.

## Biographie
John Baston s'est produit au Stationers' Hall dans les années 1708–1714, au Coachmakers' Hall dans les années 1722–1733, même s'il est mentionné comme musicien au Drury Lane Theater. Son instrument principal était la flûte à bec. Les seules compositions de Baston, qui subsistent, sont ses Six Concertos in Six Parts for violins and Flutes de 1729, qui ont fait l'objet de nouvelles éditions. Son style est plein de tempérament ; il recherchait dans ses œuvres des harmonies simples, mais agréables. En 1739, Baston faisait partie des membres fondateurs de la « Society of Musicians ». 

## Sources
- (de) Cet article est partiellement ou en totalité issu de l’article de Wikipédia en allemand intitulé « John Baston » (voir la liste des auteurs).